# Comunidad de indagación

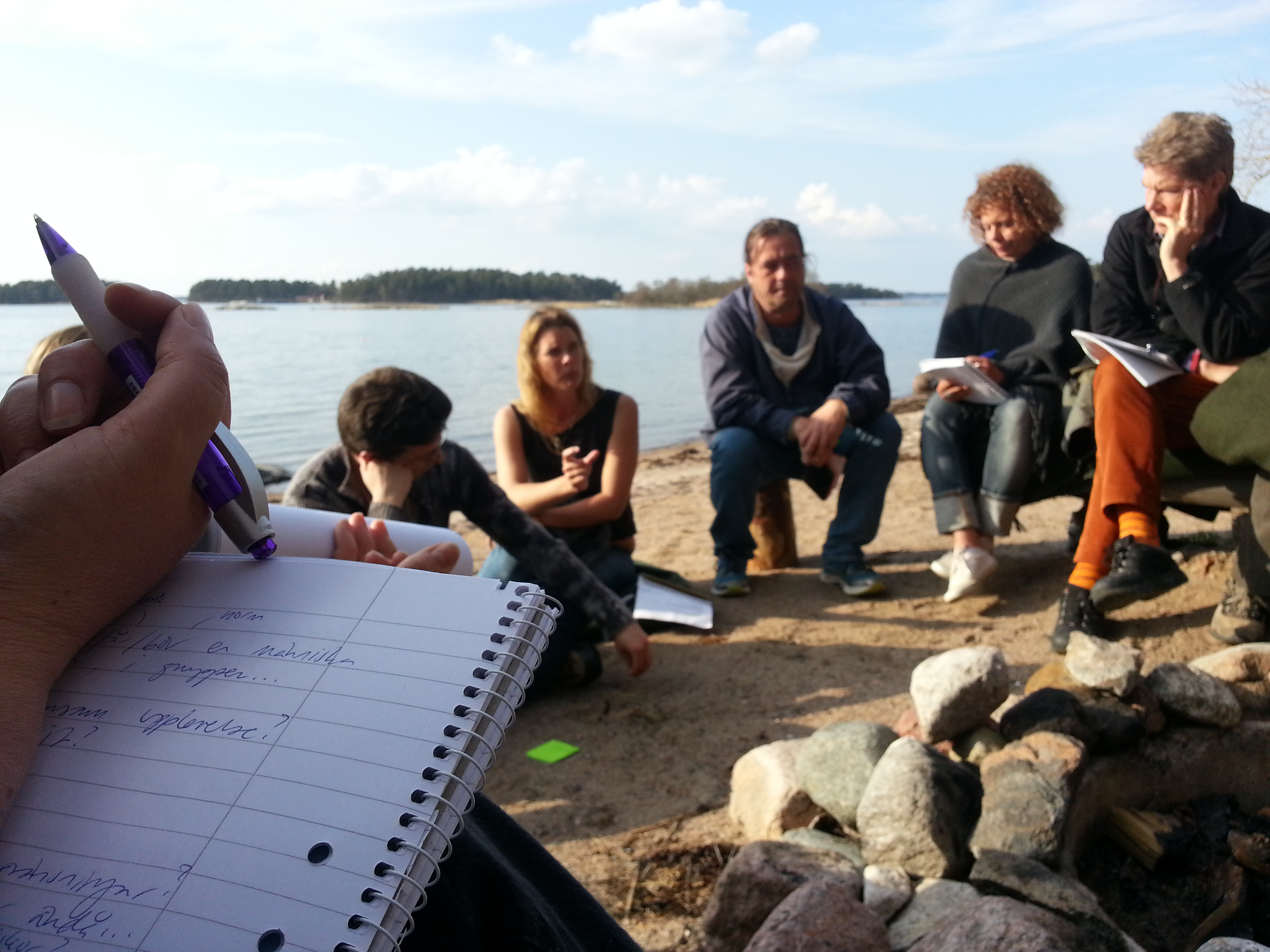
Comunidad de investigación

La comunidad de indagación, abreviada como CoI, es un concepto introducido por primera vez por los  filósofos pragmatistas CSPeirce y John Dewey, en relación con la naturaleza de la formación del conocimiento y el proceso de investigación científica. La comunidad de indagación se define ampliamente como cualquier grupo de individuos involucrados en un proceso de indagación empírica o conceptual de situaciones problemáticas. Este concepto fue novedoso en su énfasis en la calidad social y la contingencia de la formación del conocimiento en las ciencias, contrario al modelo cartesiano de la ciencia, que asume una realidad fija e inmutable que es objetivamente cognoscible por observadores racionales. La comunidad de indagación enfatiza que el conocimiento está necesariamente incrustado dentro de un contexto social y, por lo tanto, requiere un acuerdo intersubjetivo entre aquellos involucrados en el proceso de investigación de legitimidad.

## Una metáfora útil
La parábola budista de "Los ciegos y un elefante " ofrece una forma colorida de dar sentido a la noción de comunidad de investigación. La historia muestra a muchos hombres ciegos buscando a tientas un elefante, cada uno tratando de descubrir qué es lo que están tocando. Están obsesionados con el desacuerdo. Uno encuentra la pata del elefante y cree que es un árbol. Otro encuentra su tronco y cree que es una cuerda. Otro encuentra su lado y lo cree un muro. La idea es que todos estamos atrapados dentro de nuestra experiencia limitada y no podemos conocer la verdad. Si los ciegos solo cooperaron, formando una comunidad cuyo objetivo es la indagación del extraño objeto multifacético, pueden comenzar a superar la situación problemática y descubrir la verdadera naturaleza del objeto de sus respectivas opiniones. Al compartir sus experiencias de manera democrática y participativa, podrían llegar a una verdad más comprensiva que la que permiten sus perspectivas empobrecidas, aisladas unas de otras. Se mostraban mutuamente por qué uno encontraba que el elefante era como una cuerda y el otro un árbol. Irían más lejos, utilizando otras formas de recopilar evidencia (por ejemplo, oler al animal, escuchar sus sonidos). Juntos intentarían reconciliar sus conclusiones contradictorias. Los ciegos nunca verían al elefante, pero ya no estarían atrapados en sus propias perspectivas limitadas. En resumen, sería más probable que resolvieran la situación problemática, ese objeto no es un objeto en absoluto, es un elefante. Pero la resolución nunca es definitiva; incluso su consenso podría estar equivocado. Todos los hallazgos son provisionales y están sujetos a revisión. Ésta es la cualidad científica de la comunidad de indagación.

## Aplicaciones
Si bien Peirce originalmente pretendía que el concepto de comunidad de indagación fuera una forma de modelar las ciencias naturales, el concepto ha sido tomado prestado, adaptado y aplicado en muchos campos diferentes. Este artículo aborda las contribuciones en los campos de la educación y la administración pública.

### Educación
Según Matthew Lipman, CS Peirce originalmente restringió el concepto a la comunidad de científicos. John Dewey amplió el alcance del concepto, aplicándolo al entorno educativo (Lipman, 2003, pp. 20-21). Tomando prestado de Dewey, Lipman aplica sistemáticamente el concepto al entorno educativo. Argumenta que un aula es un tipo de comunidad de indagación, que lleva a "cuestionar, razonar, conectar, deliberar, desafiar y desarrollar técnicas de resolución de problemas". Los estudiantes y profesores involucrados en la investigación forman una comunidad de indagación bajo ciertas circunstancias. Por lo tanto, una comprensión holística de una comunidad de estudiantes y profesores comprometidos con la investigación auténtica es la definición de trabajo del término clave "comunidad de indagación". Hay una dimensión gestáltica en el concepto que Lipman subraya. Señala "... las profundas implicaciones educativas de fusionar, como lo había hecho Peirce, las dos nociones poderosas e independientes de investigación y comunidad en el único concepto transformador de comunidad de indagación" (2003, p. 84).

#### Paradigmas de Lipman
Lipman definió la comunidad de indagación como una forma de discusión rigurosa, democrática y reflexiva construida a lo largo del tiempo con el mismo grupo de estudiantes. Lipman también proporciona un conjunto útil de declaraciones antonímicas que contrastan el paradigma educativo estándar con el paradigma educativo reflexivo en el que pueden ocurrir comunidades de indagación.
El paradigma estándar plantea lo siguiente:
- la educación como transmisión del conocimiento
- conocimiento como inequívoco, inequívoco y nada misterioso,
- el conocimiento se divide en disciplinas que no se superponen
- los profesores como fuentes autorizadas de conocimiento.

El paradigma reflexivo, en cambio, plantea lo siguiente:
- La educación es el resultado de la participación en una comunidad de investigación guiada por el maestro.
- los profesores incitan a los estudiantes a pensar en el mundo cuando los profesores revelan que el conocimiento es ambiguo, equívoco y misterioso,
- las disciplinas del conocimiento se superponen y, por lo tanto, son problemáticas,
- los profesores están dispuestos a admitir falibilidad,
- Se espera que los estudiantes sean reflexivos y cada vez más razonables y juiciosos.
- el proceso educativo no es la adquisición de información, sino la comprensión de las relaciones entre disciplinas (2003, págs. 18-19).

Se puede ver que existe una comunidad de indagación en la medida en que evita las cualidades de este paradigma estándar y muestra las cualidades de este paradigma reflexivo.

#### Aprendizaje en línea

Modelo de comunidad de investigación

Las ideas de Lipman y Dewey se ampliaron y aplicaron a contextos de aprendizaje en línea en un proyecto canadiense que se originó en 1996 en la Universidad de Alberta . El proyecto fue dirigido por Randy Garrison, Terry Anderson y Walter Archer. El propósito del estudio fue proporcionar un orden conceptual y una herramienta para el uso de la comunicación mediada por computadora para apoyar una experiencia educativa.
En el centro del trabajo es un modelo de indagación comunitaria que constituye tres elementos esenciales para una transacción educativa: presencia cognitiva, presencia social y presencia docente. Los indicadores (palabras / frases clave) para cada uno de los tres elementos surgieron del análisis de las transcripciones de conferencias por computadora. Los indicadores descritos representan una plantilla o herramienta para que los investigadores analicen las transcripciones escritas, así como una guía heurística para los educadores para el uso óptimo de las conferencias por computadora como medio para facilitar una transacción educativa. Esta investigación sugirió que las conferencias por computadora tienen un potencial considerable para crear una comunidad de investigación con fines educativos.
Este proyecto condujo a la producción de muchos artículos académicos, un libro y una réplica del modelo de la Comunidad de indagación por parte de investigadores de educación a distancia de todo el mundo.  El modelo de Comunidad de indagación también se utiliza para guiar conceptualmente la investigación y la práctica del estudio en otras formas de educación mediada, combinada y en el aula.

### Administración Pública
Patricia M. Shields ha aplicado el concepto de comunidad de indagación al campo de la administración pública . La comunidad de indagación no se define por la ubicación geográfica, sino por un deseo común de sus miembros de resolver una situación problemática utilizando una actitud científica para evaluar la evidencia y guiar la acción. La comunidad también se define por la democracia participativa. "Los parámetros de la situación problemática y los enfoques de resolución están determinados por la interacción de la comunidad y los hechos". La comunidad democrática puede considerar ideales / valores como la igualdad, la libertad, la eficacia, la justicia cuando considera metas. Hay tres ideas clave: "situación problemática, actitud científica y democracia participativa". La descripción de Shields es similar a la de Lipman en que refina el término indagación al enfocarse en las situaciones problemáticas y la actitud científica (ambos conceptos desarrollados por Dewey en su libro Logic: The Theory of Inquiry . La comunidad se refina como democracia participativa. Las dos definiciones son esencialmente las mismas. Shields se basa en gran medida en las ideas de John Dewey sobre la democracia y la investigación para refinar el concepto y aplicarlo a la administración pública.

## Otras lecturas
- Howard-Watkins, Demetria C., " La iniciativa de calidad de vida afroamericana de Austin, Texas como una comunidad de investigación: un estudio exploratorio " (2006). Proyectos de investigación aplicada. Universidad Estatal de Texas. Documento 115.
- Johnson, Timothy Lee, " El proceso de planificación del centro de Austin como una comunidad de investigación: un estudio exploratorio " (2008). Proyectos de investigación aplicada. Documento 276.

- Datos: Q5155020